# ГЕС Нам-Нгум 5
ГЕС Нам-Нгум 5 – гідроелектростанція у північному-західній частині Лаосу. Використовує ресурс із річки Нам-Тінг, правої притоки Нам-Нгум, яка в свою чергу є лівою притокою Меконгу (впадає до Південно-Китайського моря на узбережжі В’єтнаму). 
В межах проекту річку перекрили греблею із ущільненого котком бетону висотою 99 метрів та довжиною 235 метрів. Вона утримує водосховище з площею поверхні 14,7 км2, об’ємом 314 млн м3 та припустимим коливанням рівня поверхні у операційному режимі між позначками 1060 та 1100 метрів НРМ. 
Із водосховища через правобережний гірський масив проклали дериваційний підвідний тунель довжиною 8,9 км з діаметром 4,2 метра, який переходить у напірний водовід з діаметром 3,8 метра. У підсумку ресурс надходить до машинного залу, спорудженого неподалік від Нам-Нгум нижче від впадіння у неї Нам-Тінг (в недалекому майбутньому на цій ділянці виникне водосховище ГЕС Нам-Нгум 3). 
Основне обладнання станції складають дві турбіни типу Френсіс потужністю по 60 МВт, які при напорі у 337 метрів забезпечують виробництво 0,5 млрд кВт-год електроенергії на рік.
Видача продукції відбувається по ЛЕП, розрахованій на роботі під напругою 115 кВ.
Станцію спорудила китайська Synohydro на умовах BOT (Build–operate–transfer, «Споруджуй-управляй-передай»).